# Magne Havnå
Magne Havnå (16. september 1963 i Risør, Norge – 29. maj 2004 smst) var en professionel bokser, der under sin karriere boksede i Danmark. 
Magne Havnå var en succesrig amatørbokser. Som juniorbokser vandt han i 1981 det nordiske junior mesterskab i sværvægt. Som seniorbokser vandt han tillige det norske mesterskab i sværvægt i årene 1984-1986. Han repræsenterede Norge under Sommer-OL 1984 i Los Angeles, men blev slået ud af svenskeren Haakan Brock i de indledende runder, og opnåede ikke medalje. 
Magne Havnå skrev i 1986 kontrakt med den danske boksepromotor Mogens Palle og debuterede herefter den 3. oktober 1986 som professionel bokser i cruiservægt ved et stævne i Idrætshuset i København, hvor han mødte englænderen Johnny Nelson, der tabte sin tredje kamp ud af tre mulige. Nelson blev dog siden både europa- og verdensmester i klassen. 
Havnå fulgte op på succesen fra sin debutkamp og opnåede hurtigt en række sejre i sine kampe for Team Palle. Efter 7 sejre i lige så mange kampe blev han den 15. januar 1988 i Skive matchet mod den amerikanske sværvægter Alonzo Ratliff, der var tidligere verdensmester i cruiservægt, og som havde mødt en række af de bedste sværvægtere, herunder Mike Tyson. Havnå fik en af sine største sejre, da han besejrede Ratliff på point over 8 omgange.
Efter sejren over Ratliff opnåede Havnå yderligere en række sejre, og med 14 sejre i lige så mange kampe blev Havnå den 26. maj 1989 matchet mod italieneren Angelo Rottoli om en kamp om det ledige europamesterskab i cruiservægt. Kampen blev bokset i Italien, og Havnå led sit første nederlag i karrieren, da han blev stoppet i 5. omgang af kampen. 
På trods af nederlaget om EM-titlen lykkedes det Mogens Palle at få Havnå godkendt som deltager i en VM-kamp anerkendt af det dengang nye bokseforbund WBO. Der var tale om forbundets første VM-kamp i cruiservægt, og modstanderen var amerikaneren Boone Pultz. Kampen blev afviklet den 3. december 1989 på Hotel Scandinavia i København. Havnå leverede en udmærket indsats, men tabte med dommerstemmerne 1-2 til amerikaneren, der således vandt VM-titlen. Det lykkedes dog Mogens Palle at få arrangeret en returkamp den 17. maj 1989 i Aars, hvor Havnå opnåede revanche, da han stoppede amerikaneren i 5. omgang af kampen, som han havde domineret indtil da. 
Havnå forsvarede WBO-titlen mod argentineren Neto som han besejrede uden problemer, men var tæt på at tabe titlen i sit andet titelforsvar, da han vandt en kneben 2-1 sejr over Tyrone Booze i Randers. Efter titelforsvaret mod Booze opgav Havnå WBO-titlen. 
Han boksede yderligere et par kampe, men blev den 12. februar 1993 stoppet af den temmelig svage englænder Roger McKenzie, der kun 4 sejre i sine 13 foregående kampe ikke burde have givet ex-verdensmesteren Havnå problemer. Efter nederlaget til McKenzie indstillede Havnå karrieren. 
Efter karrieren bosatte Magne Havnå sig i hjembyen Risør i Norge. Han omkom natten til den 29. maj 2004, da han med sin hustru blev involveret i en sejlerulykke. 
Han var bror til Erling Havnå, der vandt europamesterskabet i kickboxing i 1980, men siden blev idømt 17 års fængsel for sin medvirken ved NOKAS-røveriet, der fandt sted knap to måneder inden Magne Havnås død.